# كرسوع سيلاني
كرسوع سيلاني (الاسم العلمي: Himantopus ceylonensis ) هو نوع من الطيور يتبع جنس الكرسوع من الفصيلة النكاتيات.
يسمى هذا الطائر بالإنكليزية Ceylon Stilt أي كرسوع سيلان.